# Manchester (Tennessee)
Manchester és una població dels Estats Units a l'estat de Tennessee. Segons el cens del 2000 tenia 8.294 habitants.

## Demografia
Segons el cens del 2000, Manchester tenia 8.294 habitants, 3.326 habitatges, i 2.148 famílies. La densitat de població era de 290,3 habitants/km².
Dels 3.326 habitatges en un 27,8% hi vivien nens de menys de 18 anys, en un 48,7% hi vivien parelles casades, en un 11,9% dones solteres, i en un 35,4% no eren unitats familiars. En el 31% dels habitatges hi vivien persones soles el 14,4% de les quals corresponia a persones de 65 anys o més que vivien soles. El nombre mitjà de persones vivint en cada habitatge era de 2,35 i el nombre mitjà de persones que vivien en cada família era de 2,91.
Per edats la població es repartia de la següent manera: un 22,5% tenia menys de 18 anys, un 8,3% entre 18 i 24, un 27,7% entre 25 i 44, un 22,1% de 45 a 60 i un 19,4% 65 anys o més.
L'edat mediana era de 39 anys. Per cada 100 dones de 18 o més anys hi havia 86 homes.
La renda mediana per habitatge era de 31.983 $ i la renda mediana per família de 38.404 $. Els homes tenien una renda mediana de 31.708 $ mentre que les dones 21.380 $. La renda per capita de la població era de 17.168 $. Entorn del 13,1% de les famílies i el 17,6% de la població estaven per davall del llindar de pobresa.

## Poblacions més properes
El següent diagrama mostra les poblacions més properes.